# Jul i USA
Jul i USA präglas av influenser från många olika länder, bland annat Storbritannien, Frankrike, Italien, Nederländerna, Polen och Mexiko. Kalkon är vanligt som julmat.
En populär jultradition från USA är att dekorera hemmet med belysning. och i städerna dekoreras gator och torg med belysning och julgranar.
I sydvästra USA firas många jultraditioner med mexikanska influenser.